# مجموعة القوات السوفيتية في ألمانيا

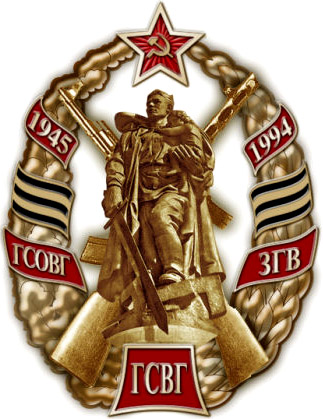
الميدالية التذكارية لمجموعة القوات السوفييتية في ألمانيا 1945 - 1994.

مجموعة القوات السوفيتية في ألمانيا (1954-1988) (الروسية: Группа советских войск в Германии، ГСВГ)، المعروفة أيضاً باسم مجموعة قوات الاحتلال السوفيتي في ألمانيا بين (1945-1954) ومجموعة القوات الغربية (1988-1994) هي قوات عسكريّة من الجيش الأحمر السوفييتي والتي تواجدت في ألمانيا الشرقية بعد أن تشكلت على إثر نهاية الحرب العالمية الثانية من وحدات من الجبهة البيلاروسية الأولى والثانية. ساهمت المجموعة في قمع انتفاضة عام 1953 التي شملت مناطق ألمانيا الشرقية. بعد انتهاء مهام الاحتلال رسمياً في عام 1954 غُير اسم المجموعة إلى مجموعة القوات السوفييتية في ألمانيا. وكانت المجموعة تمثل المصالح السوفييتية وتعزيزها في ألمانيا الشرقية خلال فترة الحرب الباردة. بعد التغييرات في السياسة الخارجية السوفيتية خلال أواخر ثمانينيات القرن العشرين، تحولت المجموعة إلى دور دفاعي وأصبح اسمها يُعرف بمجموعة القوات الغربية عام 1988، بعد انهيار الإتحاد السوفييتي بقيت القوات الروسية الوريثة بحكم الأمر الواقع للجيش الأحمر السوفييتي في مراكزها بالرغم من انهيار النظام الشيوعي وإعادة توحيد ألمانيا حتى انسحبت بشكلٍ كامل عام في أغسطس من عام 1994.

## التاريخ
منذ يناير من عام 1946، تم إعادة بعض الوحدات العسكرية السوفييتية والتي قاتلت خلال نهاية الحرب العالمية الثانية
في ألمانيا إلى البلد الأم وتم استبدالها بوحدات أخرى في ألمانيا عدة مرات.
بعد إنهاء مهام الاحتلال المباشر في عام 1954، تم تشكيل قوات عسكرية سوفييتية تُدعى باسم مجموعة القوات السوفييتية في ألمانيا وذلك في 24 مارس. وقد تم ترسيخ الأساس القانوني لبقاء المجموعات العسكرية في البلاد من خلال المعاهدة بين الإتحاد السوفييتي وجمهورية ألمانيا الديمقراطية عام 1955.
وشملت عمليات الانسحاب من ألمانيا الشرقية في أعوام 1956 و 1957 و 1958 انسحاب أكثر من 70,000 ألف من أفراد الجيش الأحمر، بما في ذلك 18 من أفراد جيش حرس الدبابات الثالث بطاقمه.
وقد أصبحت المجموعة السوفييتية العسكرية مقيّدة بقواعد مؤتمر بوتسدام. وعلاوة على ذلك، كانت تمثل المصالح السياسية والعسكرية للإتحاد السوفييتي. في عام 1957 وُقع اتفاق بين حكومتي الاتحاد السوفييتي وألمانيا الشرقية وكان أبرز بنودها وضع وتنسيق الترتيبات من أجل البقاء المؤقت للقوات المسلحة السوفيتية على أراضي جمهورية ألمانيا الديمقراطية، بالإضافة إلى القوة العددية للقوات السوفيتية، والوظائف المخصصة لها ومناطق ممارسة التدريبات العسكرية. وقد أكدت الإتفاقية بأن القوات المسلحة السوفيتية لن تتدخل في الشؤون الداخلية لجمهورية ألمانيا الديمقراطية، كما تدخلت خلال إنتفاضة 1953.
بعد قرارات من الحكومة السوفييتية خلال عامي 1979 و1980، تم سحب 20,000 من أفراد الجيش و 1,000 دبابة والكثير من المعدات من أراضي ألمانيا الشرقية.
وفي سياق الإصلاح وإعادة الهيكلة التي حدثت في الإتحاد السوفييتي وعرفت باسم "بيريسترويكا"، أُعيد تشكيل عقيدة مجموعة القوات السوفييتية لتصبح قوة دفاعية أكثر فيما يتعلق بالقوة والمباني والمعدات. وقد أدى ذلك إلى خفض واضح لقوات الدبابات في عام 1989. وقد أعيدت تسمية المجموعة إلى مجموعة القوات الغربية في 1 يونيو 1989. وكان قرار انسحاب المجموعات السوفييتية من أكبر عمليات نقل قوات السلم في التاريخ العسكري. وعلى الرغم من الصعوبات التي نجمت عن حل الاتحاد السوفييتي، فقد تم رحيل المجموعة وفقاً للخطة وفي الموعد المحدد حتى أغسطس 1994.
وقد جرت عودة القوات والمواد على وجه الخصوص عبر طريق البحر من خلال طريق الموانئ في روستوك وجزيرة روغن الألمانيتين، وكذلك عبر بولندا. وقد غادرت القوات الروسية ألمانيا في 25 يونيو 1994 بالتزامن مع عرض عسكري للواء حرس البندقية السادس في العاصمة الموحّدة لألمانيا برلين. وجرى إحفال آخر في فونسدورف في 11 يونيو 1994 وفي متنزه تريبتو في برلين في 31 أغسطس 1994، وكان ذلك نهاية الوجود العسكري الروسي على الأرض الألمانية بعد 49 عاماً.
قام الجنرالات الذين انسحبوا من ألمانيا بتحويل الأسلحة والمعدات والأموال الأجنبية التي تهدف إلى بناء مساكن في روسيا للقوات المنسحبة. وبعد عدة سنوات، كان آخر قائد للقوات الروسية المنسحبة، الجنرال ميتفي بورلاكوف، ووزير الدفاع بافل غراتشيف، قد اتهموا بإصدار أمر بقتل الصحفي ديمتري خولودوف الذي كان يحقق في فضائح.